# Льодове газоконденсатне родовище
Льодове газоконденсатне родовище – гігантське офшорне родовище, виявлене у російському секторі Баренцевого моря.
Родовище відкрили у 1990 році унаслідок спорудження буровим судном «В. Муравленко» свердловини Льодова-1, яка була закладена в районі з глибиною моря 254 метра та досягнула глибини у 2505 метрів. В 1992-му поширення покладів уточнили за допомогою свердловини Льодова-2, що була споруджена буровим судном «В. Шашин» в районі з глибиною моря 262 метра та досягнула глибини у 2500 метрів. Випробування у другій свердловині не проводились, проте за отриманими в процесі буріння даними вона перетнула два верхні із чотирьох насичених вуглеводнями пластів, що були виявлені у першій свердловині.
Наразі на Льодовому родовищі у відкладах середньої юри виявлено два газові та два газоконденсатні поклади пластово-склепінного та тектонічно-екранованого типів із газоводяними контактами на позначках 1845, 2090, 2102 та 2131 метр. Колектори – пісковики.
Нафтоматеринськими виступають породи пермі та тріасу.
Запаси родовища за російськими категоріями С1 + С2 оцінили у 422 млрд м3 газу та 4,2 млн тон конденсату.
В 2022 – 2023 роках напівзанурена бурова установка «Северное сияние» спорудила на Льдовому родовищі третю свердловину, яка показала промисловий приток газу із одного з пластів.
Ліцензією на родовище володіє «Газпром».